# 毛利房元
毛利 房元（もうり ふさもと）は、戦国時代の武将。初め大内氏に属し、後に毛利氏家臣となる。父は毛利右衛門四郎。

## 生涯
大内氏配下で周防国玖珂郡山代庄の志不前郷・貞宗名15石を領した毛利右衛門四郎の子として生まれる。
天文6年（1537年）、安芸国高田郡吉田の吉田郡山城を本拠とする国人で大内氏に従属する毛利元就が、大内氏に他意が無いことを示すために人質として嫡男の少輔太郎（後の毛利隆元）を周防国山口に送ることとなり、少輔太郎に志道広良、策雲玄龍、桂広信、桂就延、赤川又三郎、国司新右衛門、国司就信、児玉元重らを同行させて、一行は同年12月1日に周防国山口に到着。この時、房元は同じく大内氏家臣の福島親長・親弘父子や宗次郎と共に毛利氏の一行を出迎え、吉敷郡上宇野令の大蔵山下にある大蔵院を毛利氏の一行の宿所とした。
天文14年（1545年）9月29日、周防国玖珂郡山代庄の志不前郷・貞宗名15石の相続した。
天文20年（1551年）5月23日には嫡男の房郷に所領を相続させることを大内義隆から認められた。同年9月1日の大寧寺の変で大内義隆が陶晴賢に討たれたため、以後は大内義長に仕えた。
天文24年（1555年）6月23日に陶晴賢より「備前守」の挙状が出されているが、同年10月1日の厳島の戦い以前に嫡男の房郷と共に毛利氏に帰順した。
その後の房元の動向は不明。